# Gliwicka Grupa Literacka
Gliwicka Grupa Literacka – polska grupa literacka działająca w Gliwicach w latach 1978–1983. Inicjatorami założenia grupy byli Aleksander Chłopek i Stefan Listosz.
Członkami grupy byli: Aleksander Chłopek, Stefan Listosz, Ignacy Cembrzyński, Zofia Pindur, Mirosław Rąbalski, Wojciech Maciej Boryczka, Beata Falda, Lesław Falecki, Paweł Froń, Andrzej Kasprzak, Lesław Nowara, Jan Strządała, Maria Helena Zaród, Krystyna Łukasik, Krystian Skorupa.

## Historia
Początkowo grupa działała bez nazwy, zaczęto jej używać dopiero w połowie 1980 roku, kiedy grupa związała się z Międzyspółdzielnianym Klubem Inicjatyw Kulturalnych „Perełka” w Gliwicach, w którym odbywać się zaczęły cotygodniowe spotkania warsztatowe. Klub częściowo finansował imprezy literackie organizowane przez grupę. Większość imprez organizowanych przez grupę korzystała z dofinansowania ze środków Wydziału Kultury i Sztuki Urzędu Miejskiego w Gliwicach, Towarzystwa Przyjaciół Gliwic oraz uzyskiwała wsparcie ze strony Stowarzyszenia Młodych Twórców przy katowickim oddziale Związku Literatów Polskich.
Kierownikiem artystycznym grupy został Jan Strządała, wówczas wiceprezes Koła Młodych przy oddziale ZLP w Katowicach.
Grupa nie sformułowała programu artystycznego, pozostając grupą sytuacyjną i przyjmując zasadę otwartości, uważając, że program mógłby ograniczyć swobodę artystyczną jej członków i zunifikować postawy artystyczne.
Wśród najważniejszych imprez organizowanych przez Gliwicką Grupę Literacką były coroczne Turnieje Jednego Wiersza pod patronatem katowickiego oddziału ZLP oraz Noce Poetów (1980, 1981), w latach 1978-1980 organizowane były „Biesiady literackie” wpisane w kalendarium imprez „Wiosny Gliwickiej”. Na początku 1981 roku, we współpracy z Towarzystwem Przyjaciół Gliwic oraz Miejskim Ośrodkiem Kultury w Gliwicach odbyły się I Gliwickie Konfrontacje Literackie. Ponadto organizowane były spotkania autorskie członków grupy oraz zapraszanych twórców, wśród których byli m.in. Józef Baran, Tadeusz Kijonka, Marek Sołtysik, Janusz Styczeń, Maciej Szczawiński, Wilhelm Szewczyk, Andrzej Szuba, Henryk Worcell, Adam Ziemianin.
Po wprowadzeniu stanu wojennego w grudniu 1981 roku grupa zawiesiła publiczną działalność, ale nadal – do 1983 roku – organizowała cotygodniowe spotkania warsztatowe w klubie „Perełka”, które były kontynuowane już w innych formach organizacyjnych, także w latach późniejszych.